# مجتمع تعلم صغير
مجتمع التعلم الصغير (SLC)، والذي يشار إليه أيضًا باسم «المدرسة داخل المدرسة»، هو نموذج تنظيمي مدرسي وهو شكل من أشكال بيئة التعلم في المدارس الثانوية الأمريكية الآخذة في الانتشار بشكل متزايد والغرض منه تقسيم الطلاب في المدارس الكبيرة إلى مجموعات أصغر مستقلة ذاتيًا من الطلاب والمعلمين. كما أن مجتمع التعلم الصغير (SLC)يمكن أن يكون أيضا مساحات للتعلم أو التدريب البدني.
والغرض الأساسي من إعادة هيكلة المدارس الثانوية إلى مجتمعات تعلم صغيرة (SLCs) هو إنشاء بيئة تعليمية أكثر تخصيصًا لتلبية احتياجات الطلاب بشكل أفضل. وكل مجتمع غالبًا سيتشارك في نفس الأعضاء من معلمين وطلاب من صف دراسي إلى آخر. عادةً ما يكون لدى المعلمين في هذه الوحدات وقت تخطيط مشترك للسماح لهم بوضع مشاريع متعددة التخصصات ومواكبة تقدم طلابهم المشتركين.

## أنواعها
مجتمعات التعلم الصغيرة SLCs يمكن أن تتخذ عدة أشكال.
- عادة ما يتم تشكيل مجتمعات التعلم الأصغر أو المدارس المرَكَزة القائمة على الموضوع حول موضوع معين في المناهج الدراسية. قد تشمل الأمثلة مجتمع "ساكسس أكاديمي Success Academy أو مجتمع "هيومنتز"  Humanities.
- قد تكون أماكن هذه المجتمعات (غالباً ما تكون منازل ذات أجنحة مخصصة) مقسمة بحسب الموضوع أو بدون موضوع أو بحسب مستويات الصفوف الدراسية.
- الأكاديميات الوظيفية هي عبارة عن مجتمعات تعليمية مدتها ثلاث أو أربع سنوات تتمحور مناهجها حول موضوع مهني أو مجموعات مهنية معينة. كما تتميز الأكاديميات المهنية بالمواد الاختيارية ذات الصلة المهنية وتكامل الموضوع المهني عبر المناهج الأكاديمية بأكملها.
- أكاديميات (فريش مان) هي مجتمع تعليمي مصمم لدعم طلاب الصف التاسع عند انتقالهم إلى المدرسة الثانوية.
- المدارس المغناطيسية هي مجتمع تعلمي صغير ذو طابع مهني والتي تتضمن مناهج دراسية عملية متقدمة للطلاب المتفوقين والموهوبين.

## المقررات
المقررات الأساسية تشمل:
- محفظة SLC

- تاريخ حضارة العالم: ما قبل عام 1500 المستوى الأول
- تاريخ حضارة العالم: ما قبل عام 1500 المستوى الثاني
- تاريخ الولايات المتحدة (أو التاريخ الأوروبي)

- الهندسة
- الجبر الثاني
- الإحصاء
- علم الأحياء: البيئي والجزيئي
- الكيمياء
- العلوم البيئية: العملية والتجريبية
- قلب العلوم المتقدمة (في بعض المدارس، يسمى هذه المقرر «العلوم المتقدمة المتكاملة لمجتمعات التعلم الصغيرة»)
- اللغة الإنجليزية
- اللغة الإنجليزية II
- إتمام اللغة الإنجليزية المتقدمة (في بعض المدارس، تسمى هذه الدورة "SLC Honors English III")

الاختيارية تشمل:
- إثراء اللغة (الفرنسية أو الإسبانية أو اليابانية أو العربية أو الصينية أو الروسية أو الألمانية؛ اعتمادًا على المدرسة)
- الاداب والفلسفة
- نظرية المعرفة (قد لا يكون متاحًا في معظم مدارس مجتمعات التعلم الصغيرة؛ اعتبارًا من 2019)
- التكنولوجيا الحديثة
- علوم الكمبيوتر
- الفنون
- نظرية موسيقى
- التصميم
- علم النفس
- معمل القراءة والكتابة

مقررات أخرى:
- جسر إلى مجتمعات التعلم الصغيرة
  - هذا المقرر مخصص لطلاب الصف الثامن المقبولين في مجتمعات التعلم الصغيرة في السنة التالية للمدرسة الثانوية. هذا يعد الطلاب في مجتمعات التعلم الصغيرة مع الرياضيات، العلوم الإنسانية، العلوم، واللغة الإنجليزية مع مستوى متقدم من الإعداد. يضم الفصل جميع المقررات الدراسية وتمتد لأسابيع.

## أمثلة
- مدرسة أتلانتيك كوست الثانوية (جاكسونفيل)
- مدرسة بالبوا الثانوية (سان فرانسيسكو)
- Betty H. Fairfax High School (Phoenix)
- مدرسة كين ريدج الثانوية (ناشفيل، تينيسي)
- مدرسة شافيز الثانوية (هيوستن)
- دياموند بار الثانوية (دياموند بار، كاليفورنيا)
- مدرسة إدموندز وودواي الثانوية (إدموندز، واشنطن)
- مدرسة إليانور روزفلت الثانوية (ماريلاند)
- مدرسة فايتفيل الثانوية (فايتفيل)
- مدرسة هيلزدال الثانوية (سان ماتيو)
- مدرسة كيلفين بارك الثانوية (شيكاغو، إلينوي)
- مدرسة ثانوية لبنان (لبنان، أو)
- مدرسة لنكولن الثانوية (تاكوما، واشنطن)
- مدرسة لينوود الثانوية (بوثيل، واشنطن)
- مدرسة ماريسفيل جيتشل الثانوية (ماريزفيل، واشنطن)
- مدرسة مكجافوك الثانوية (ناشفيل، تينيسي)
- مدرسة مينيابوليس ساوث الثانوية
- مدرسة مونرو الثانوية (لوس أنجلوس)
- مدرسة شمال هوليود الثانوية (قرية فالي، لوس أنجلوس)
- المدرسة الثانوية الشمالية الغربية (ميريلاند)
- RL Turner High School (كارولتون، تكساس)
- مدرسة ويتلي (أولد ويستبري، نيويورك)
- مدرسة Wyandotte الثانوية (كانساس سيتي، كانساس)
- المدرسة الأمريكية بالكويت (مدينة الكويت ، الكويت)

## روابط خارجية
- جمعية للتعليم المهني والتقني موارد مجتمع التعلم الصغيرة
- المختبر الإقليمي الشمالي الغربي التعليمي
- خلفية وهيكل المجموعات المهنية
- برنامج وزارة التعليم الأمريكية SLC
- شبكة دعم أكاديمية المهنة
- معهد البحوث والإصلاح في التعليم
- جامعة كاليفورنيا للمدارس
- برنامج المعلم الوطني